# Cuspidevia velaris
Cuspidevia velaris is een keversoort uit de familie beekkevers (Elmidae). De wetenschappelijke naam van de soort werd in 1995 gepubliceerd door Jäch & Boukal.